# Abbots Bromley
Abbots Bromley är en ort och civil parish i Storbritannien.   Den ligger i grevskapet Staffordshire och riksdelen England, i den södra delen av landet, 190 km nordväst om huvudstaden London. Abbots Bromley ligger 119 meter över havet och antalet invånare är 1 646.
Terrängen runt Abbots Bromley är platt. Runt Abbots Bromley är det tätbefolkat, med 286 invånare per kvadratkilometer. Närmaste större samhälle är Rugeley, 7,6 km sydväst om Abbots Bromley. Trakten runt Abbots Bromley består till största delen av jordbruksmark.